# Leo Eino Aario
Leo Eino Aario (1906 – 1998) foi um botânico finlandês.